# MWE Networks
Grupa MWE Networks (poprzednio Michał Winnicki Entertainment) – polska grupa medialna i nadawca kanałów telewizyjnych, należąca do przedsiębiorcy Michała Winnickiego, z siedzibą przy ulicy Romualda Traugutta 147 w Szczecinie.

## Historia
Firma została założona 1 marca 2008 jako indywidualna działalność gospodarcza w CEIDG.
Grupę tworzą spółki: MWE Media, MWE Teleport, MWE Broadcast, MWE Radio, MWE Music, MWE Invest oraz MWE Networks International. Grupa posiada 3 oddziały w Polsce: w Szczecinie, Warszawie i Wrocławiu oraz 2 za granicą: w Wilnie oraz Pradze.
Grupa jest wiodącym operatorem lokalnych multipleksów naziemnej telewizji cyfrowej: MUX-L1, MUX-L3 i MUX-L4 oraz eksperymentalnych multipleksów MUX-MWE w Szczecinie, Katowicach, Warszawie i Gdańsku.
Od 2019 r. za sprzedaż reklam większości kanałów grupy MWE Networks odpowiada Biuro Reklamy Telewizji Polskiej. Reklamy w Ultra TV 4K sprzedaje TVN Media.

## Kanały
MWE Networks posiada 25 kanałów telewizyjnych, które nadawane są u operatorów kablowo-satelitarnych, a także na multipleksach naziemnej telewizji cyfrowej. Część z nich nadawane jest również za w Czechach, Słowacji i Litwie.

### Kanały tematyczne
- Adventure – kanał o tematyce dokumentalno-przygodowej i rozrywkowej
- Antena HD – kanał skierowany do osób starszych
- Comedy Channel Extra - seriale komediowe, sitcomy, kabarety, programy stand-upowe
- Filmax – kanał filmowo-rozrywkowy
- Golf Zone – kanał o tematyce golfowej
- Home TV (dawniej: TVR) – kanał o urządzaniu domów i ogrodów
- Junior Channel – kanał dla dzieci
- Junior Music (dawniej: Top Kids Jr) – kanał z muzyką dziecięcą
- Music 80s - muzyka lat 80. w jakości HD
- Music 90s - alternatywa, pop i największe hity lat 90.
- Music 00s - pop, rock, R'n'B i hip-hop z lat 2000-2009
- Music Club - muzyka klubowa, sety DJ-skie, pasma nocne
- Music Hits - przeboje wszystkich dekad, bez ograniczeń gatunkowych
- Music Live HD - koncerty, festiwale i sesje live
- Nuta Gold (dawniej: Gold TV i TO!TV) – kanał muzyczno-rozrywkowy
- Nuta.TV – kanał muzyczny
- PIXEL TV - kanał dla młodzieży: anime, animacje, seriale live action
- Pogoda24.TV – kanał o tematyce pogodowej
- Power TV – kanał muzyczno-rozrywkowy
- Szlagier TV – kanał muzyczny, poświęcony szlagierom

- Top Kids – kanał dla dzieci i młodzieży
- TVC Super  – kanał rozrywkowy
- Ultra TV 4K – kanał z materiałami dokumentalnymi, filmowymi oraz muzycznymi w jakości 4K
- Xtreme TV (dawniej: Super TV) – kanał o tematyce outdoorowej

Przez 2 lata Grupa MWE Networks była znaczącym udziałowcem i współzałożycielem Biznes24.

### Kanały regionalne
- TVC (dawniej: NTL Radomsko)
- Echo24 – kanał regionalny i informacyjny